# Lynne Thigpen
Cherlynne Theresa "Lynne" Thigpen, född 22 december 1948 i Joliet, Illinois, död 12 mars 2003 i Marina del Rey, Los Angeles, Kalifornien (av hjärnblödning), var en amerikansk skådespelare.
Thigpen spelade fram till sin död Ella Farmer i dramaserien The District.
Hon gjorde sin filmdebut med musikalen Godspell (1973), hon hade gjort samma roll två år tidigare i scenföreställningen. Flera andra skådespelare därifrån medverkade också i filmen. Andra filmer som Thigpen medverkade i är den kultförklarade actionfilmen The Warriors - krigarna (1979), Tootsie (1982), Streets of Fire (1984) och Anger Management (2003) som blev hennes sista film.
Några TV-serier som hon har medverkat i är Roseanne (1989), Lagens änglar (1991-1992), Hunter (1990) och Cosby (1991).

## Filmografi i urval
- 1979 – The Warriors - krigarna
- 1982 – Tootsie
- 1984 – Streets of Fire
- 1990 – Roseanne, avsnitt The Slice of Life (gästroll i TV-serie)
- 1990 – Hunter, avsnitt Where Echoes End (gästroll i TV-serie)
- 1991 – Cosby (TV-serie) (gästroll, två avsnitt)
- 1991 – Skilda världar (TV-film)
- 1991–1992 – Lagens änglar (TV-serie)
- 1996 - The Boys Next Door (TV-film)
- 1998 – Cosby (TV-serie) (gästroll, två avsnitt)
- 2000 – Shaft
- 2000–2003 – The District (TV-serie)
- 2003 – Anger Management